# Representaciones de grupos de Lie
En matemáticas y física teórica, la idea de una representación de un grupo de Lie desempeña un papel importante en el estudio de la simetría continua. Mucho se sabe sobre tales representaciones, una herramienta básica en su estudio es el uso de las representaciones 'infinitesimales' correspondientes de las álgebras de Lie (de hecho en la literatura física la distinción a menudo se descuida).  
Formalmente, una representación del grupo de Lie G en un espacio vectorial V (sobre un cuerpo K) es un homomorfismo de grupo G → Aut(V) desde G al grupo de automorfismos de V.  Si se elige una base para el espacio vectorial V, la representación se puede expresar como homomorfismo en el GL(n, K). esto se conoce como representación matricial.  
A nivel de álgebras de Lie, hay una función lineal correspondiente del álgebra de Lie de G en  End(V) preservando el corchete de Lie [, ].  Vea representación de álgebras de Lie para la teoría de álgebras de Lie. 
Si el homomorfismo es de hecho un monomorfismo, la representación se dice fiel.  Una representación unitaria se define de la misma manera, excepto que G va en las matrices unitarias;  las álgebras de Lie entonces mapean en matrices anti-hermitianas.  

## Clasificación
Si G es un grupo semisimple, sus representaciones finito-dimensionales pueden ser descompuestas como sumas directas de las representaciones irreducibles. 
Si G es un grupo de Lie compacto comutativo, entonces sus representaciones irreducibles son simplemente los caracteres continuos de G:  vea dualidad de Pontryagin para este caso.  
Una representación cociente es un módulo cociente del anillo grupo.  

## Tópicos relacionados
- Representación de las álgebras de Lie
- Representación adjunta
- Lista de tópicos sobre grupos de Lie

- Datos: Q763735